# モーリス・ルジオン
モーリス・ルジオン（Maurice Lugeon、1870年7月10日 - 1953年10月23日）は、スイスの地質学者である。ナップ・テクトニクス (nappe tectonics) の先駆者である。岩盤の透水性の試験法、ルジオン試験、透水性の指標、ルジオン値に名前が残されている。
フランスのポワシーで生まれた。幼い頃スイスのローザンヌに移り、Eugène Renevier に学び、1898年、ローザンヌ大学の教授となった。1902年にアルプスの造山運動に関する理論を提出した。

## 受賞歴
- 1938年: ウォラストン・メダル（ロンドン地質学会）
- 1949年: スタインマン・メダル (Steinmann Medal)

## ルジオン試験、ルジオン値
岩盤の透水性を評価するためにボーリング孔内の試験区間内に一定圧力で注水を行い、圧力と注水流量からルジオン値を求める。ルジオン値は、試験区間に 10気圧 (0.98MPa) の圧力で注水したときの試験区間 1m 当たりの1分間の注水量をリットルであらわした値である。